# Centrum (Szczecin)
Centrum is een stadsdeel in het centrum van de Poolse stad Szczecin. Het vormt de kern van het stadsdistrict Śródmieście. Het stadsdeel telt (in 2017) 17.685 inwoners en heeft een oppervlakte van 1 km².

## Ligging
Centrum grenst binnen het district Śródmieście aan de stadsdelen Śródmieście-Północ, Stare Miasto, Nowe Miasto en Śródmieście-Zachód.

## Bezienswaardigheden
- Pazim (het hoogste gebouw in Szczecin)
- Kerk van St. Johannes de Doper
- Anders-plein - voormalige militaire begraafplaats
- Kerk van het Heilig Hart van Jezus
- Kerk van St. Adalbert
- Havenpoort
- Monument van Bartolomeo Colleoni

## Galerij

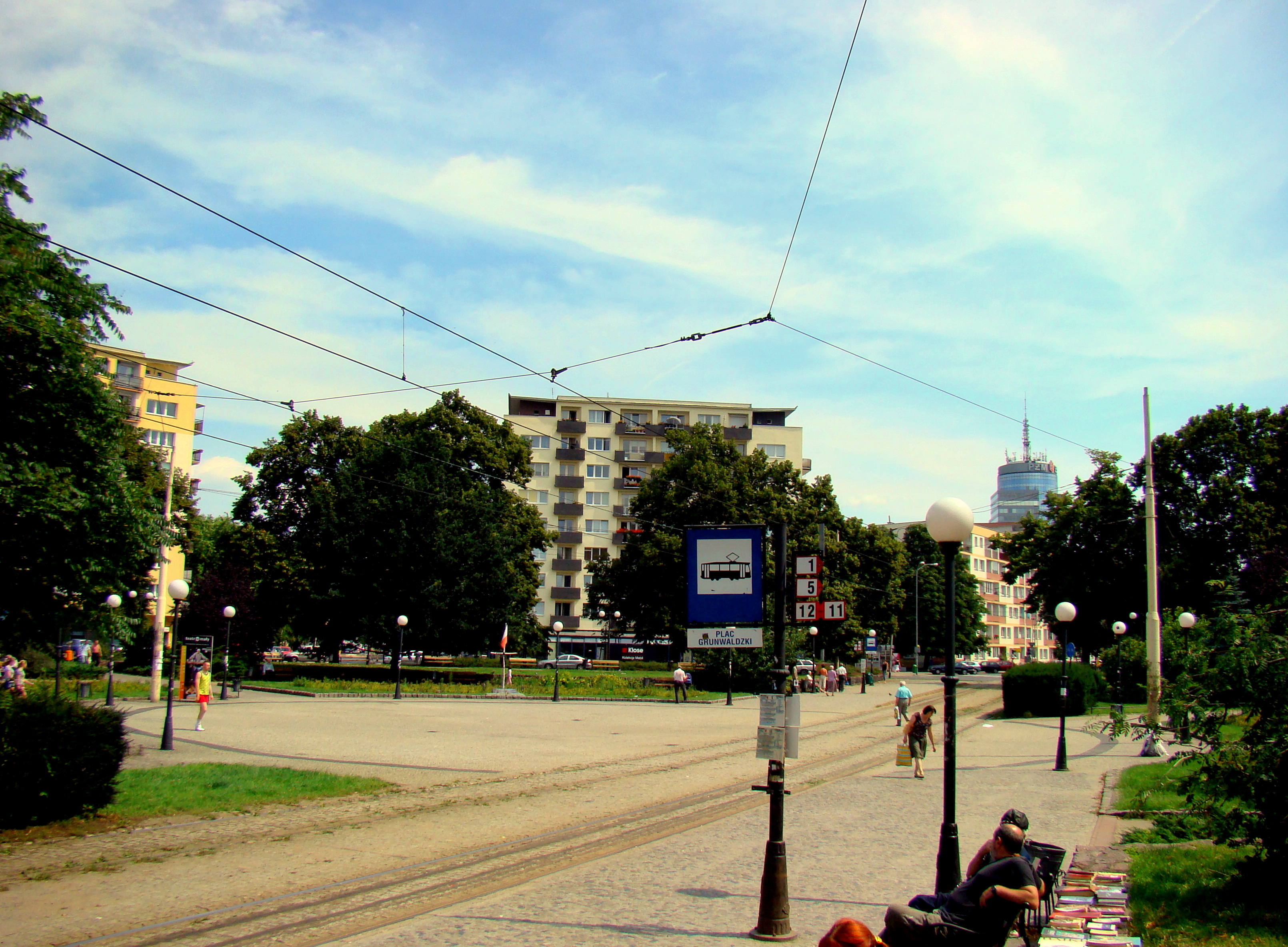
Grunwaldzki-plein
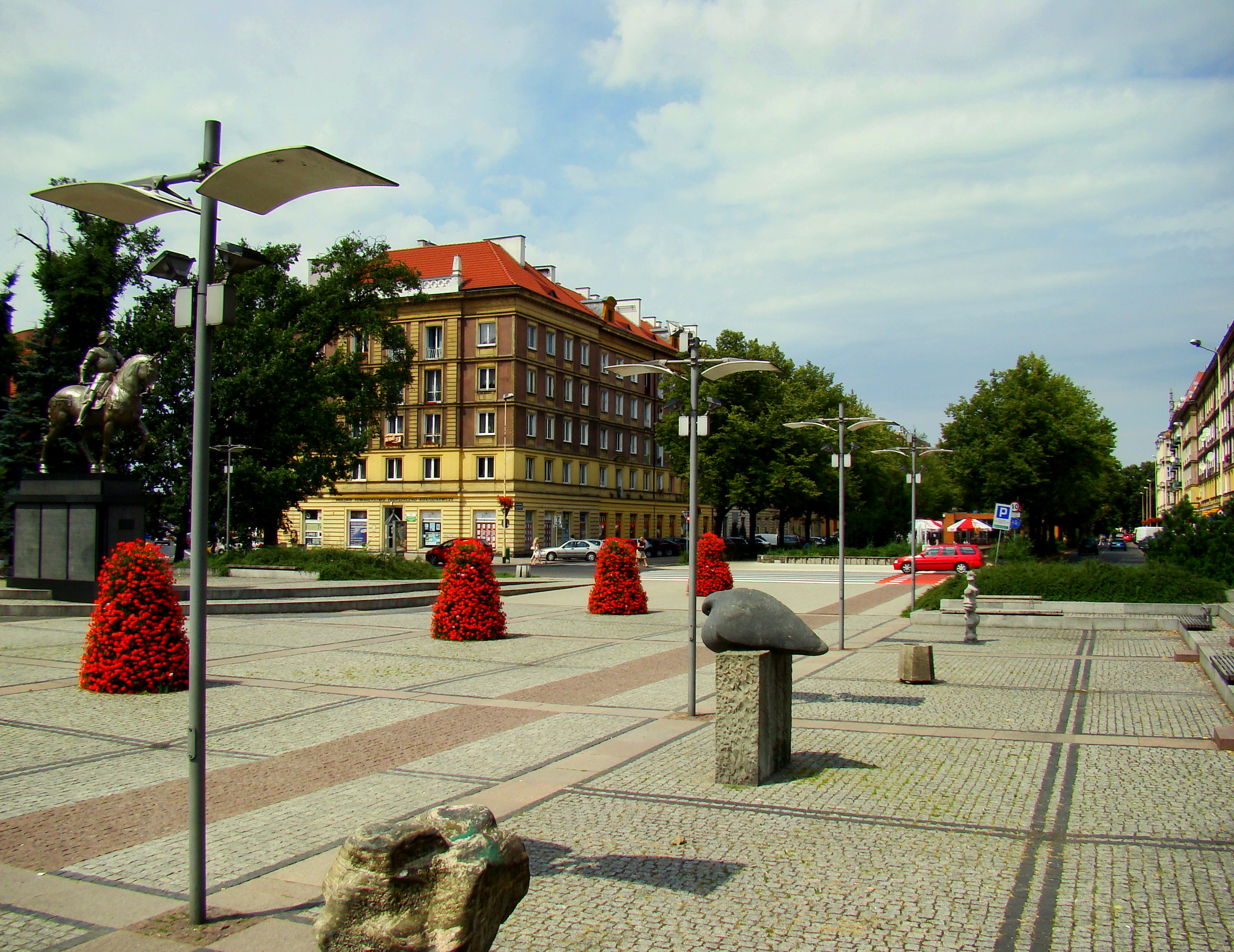
Lotników-plein
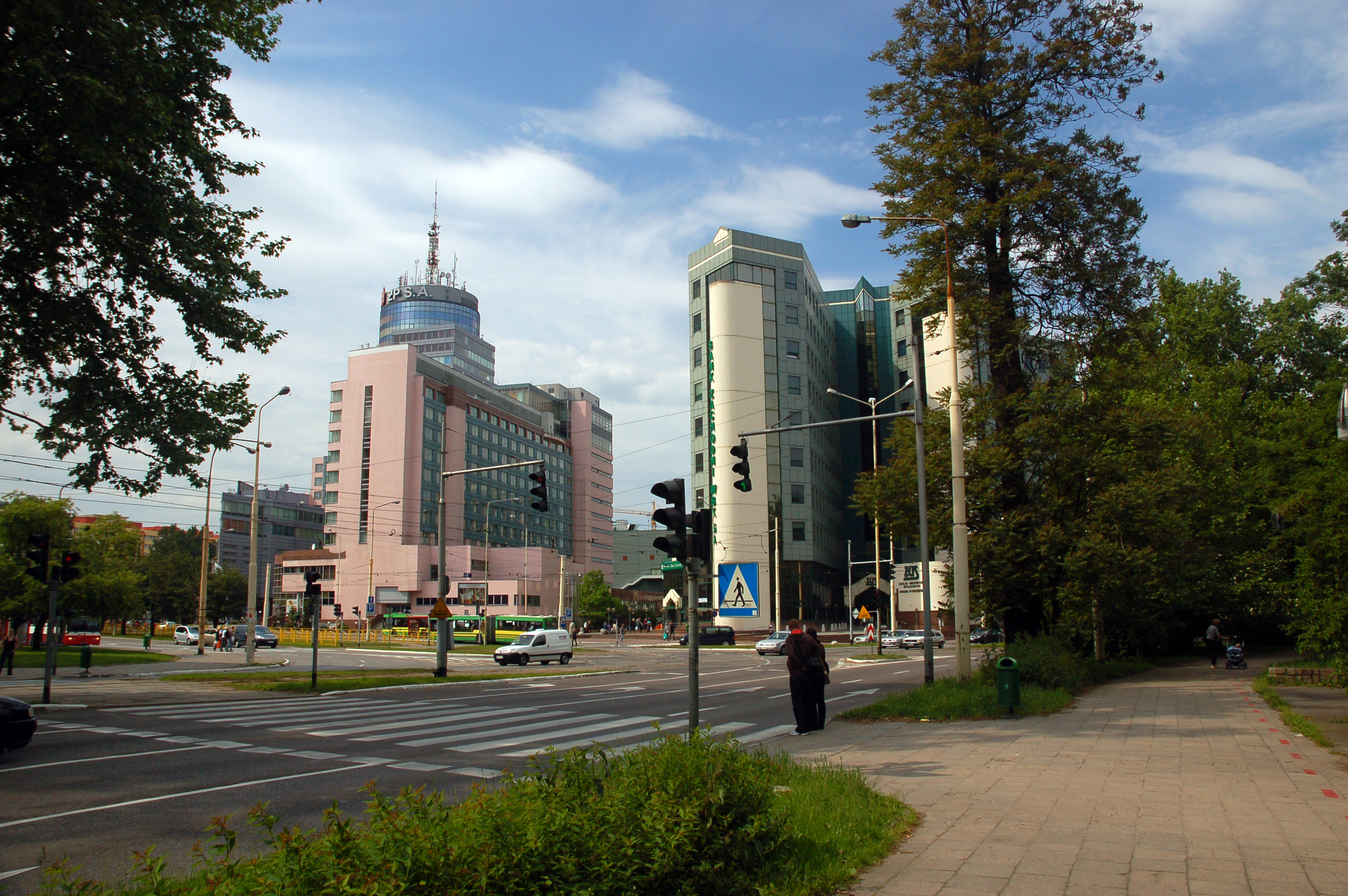
Pazim en ZUS
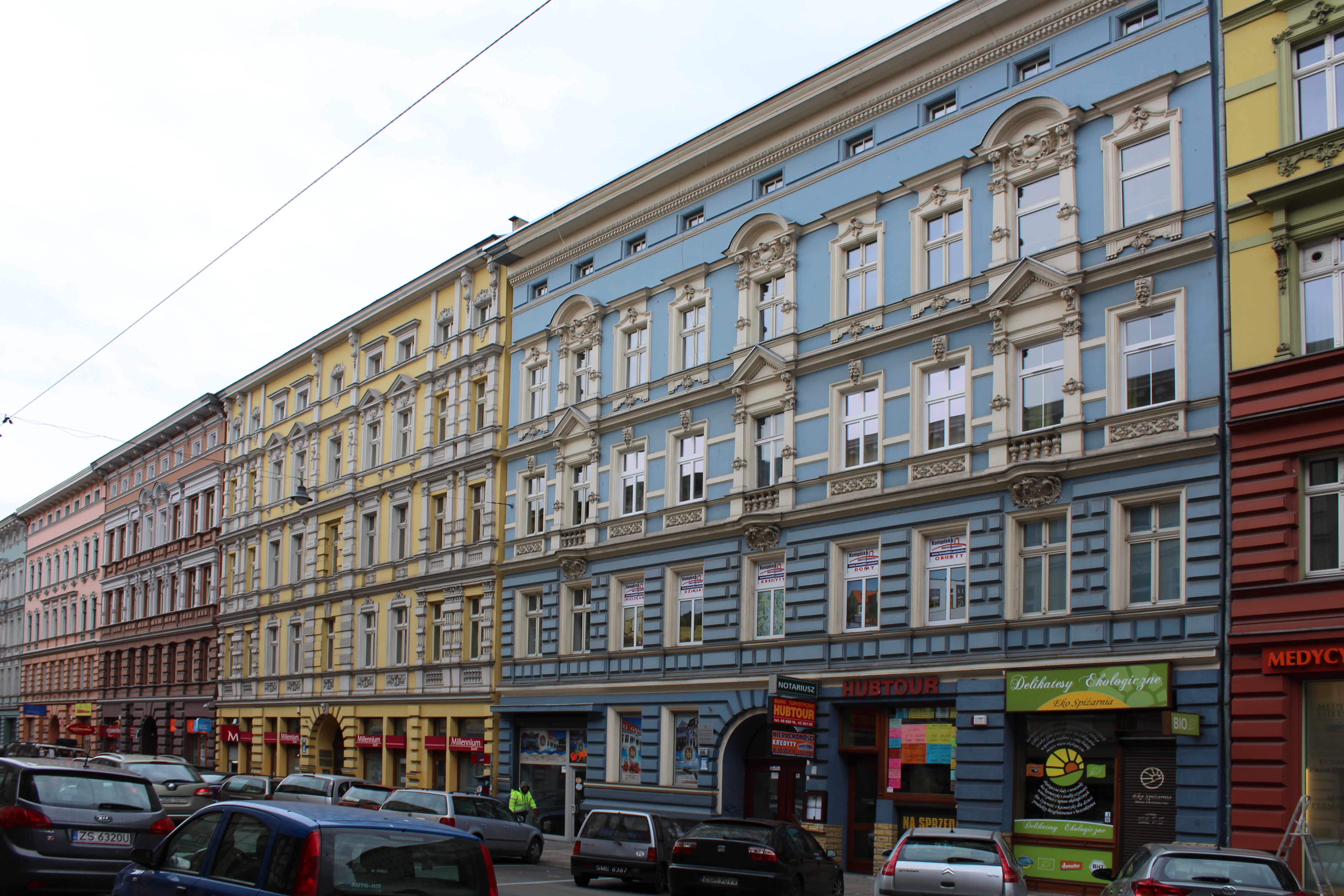
Jagiellońska-straat
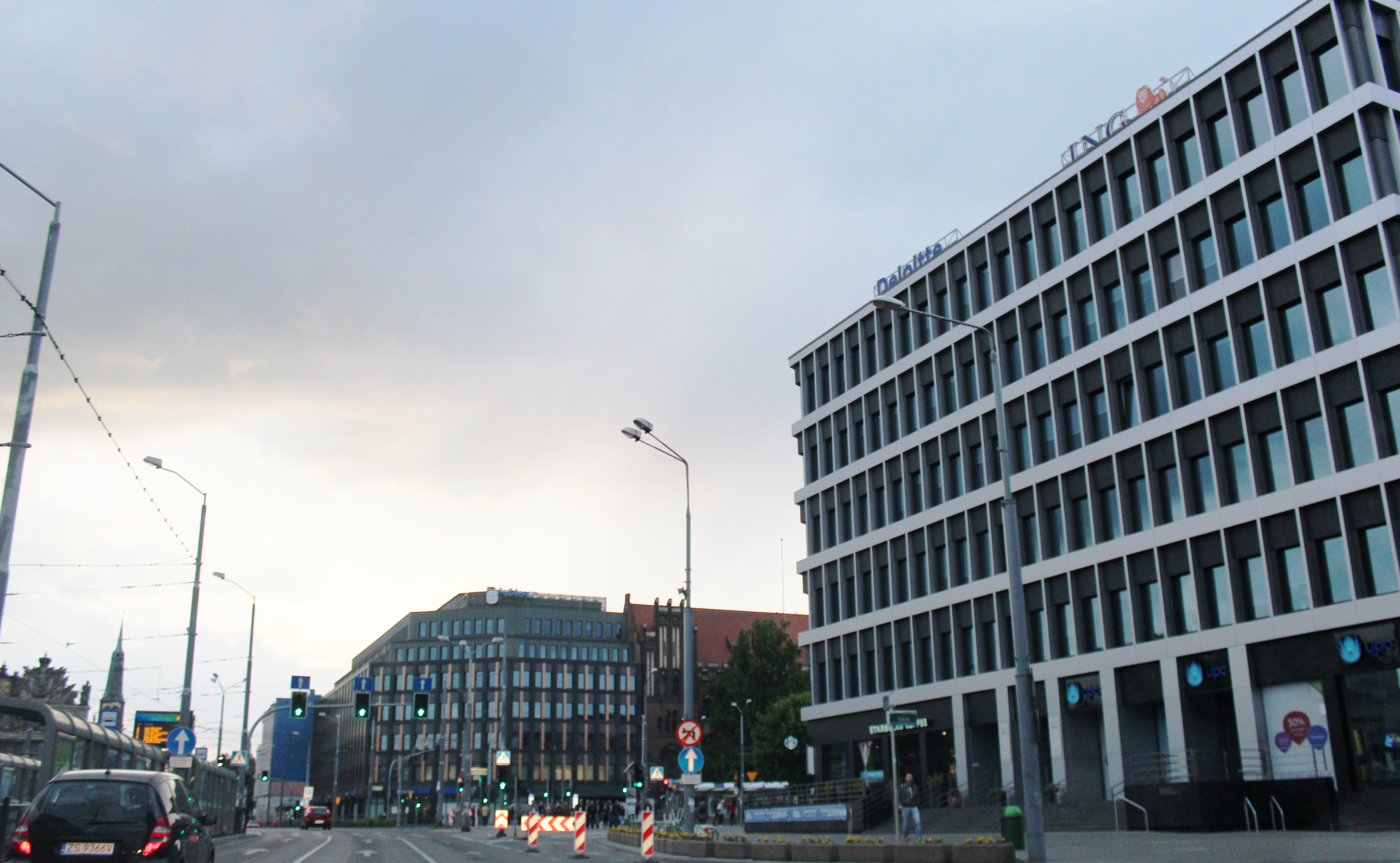
Brama Portowa-plein
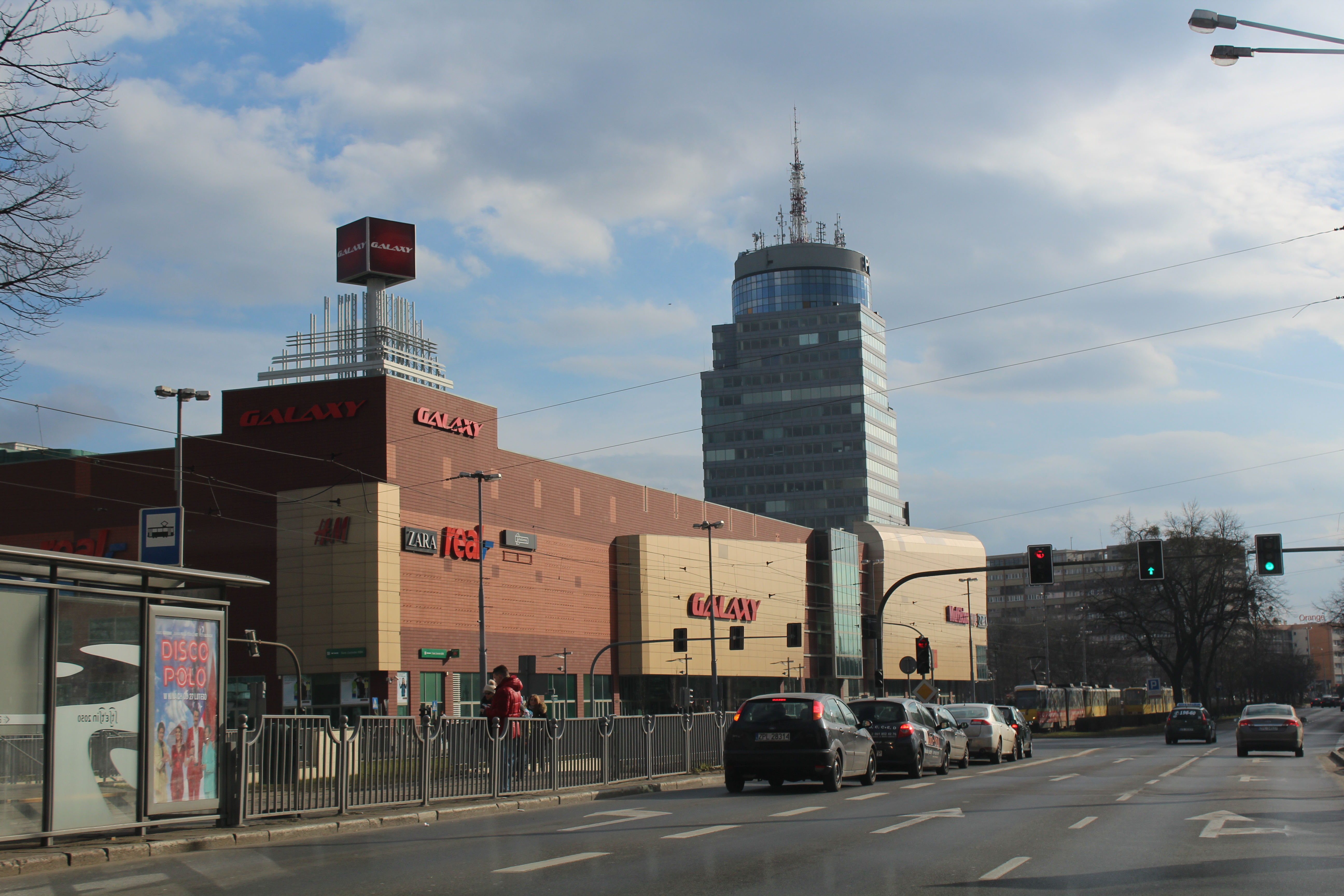
Galaxy en Pazim
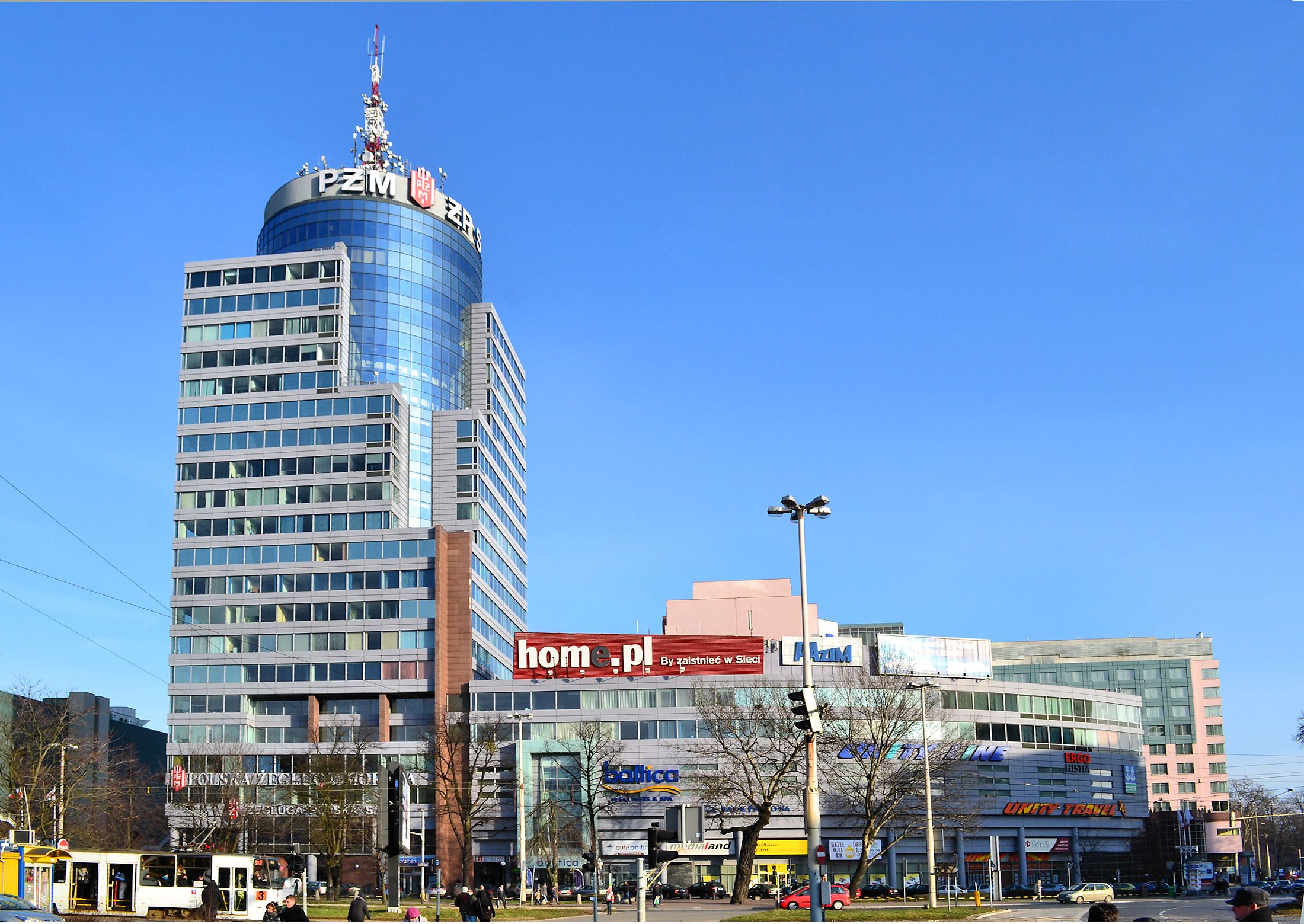
Pazim
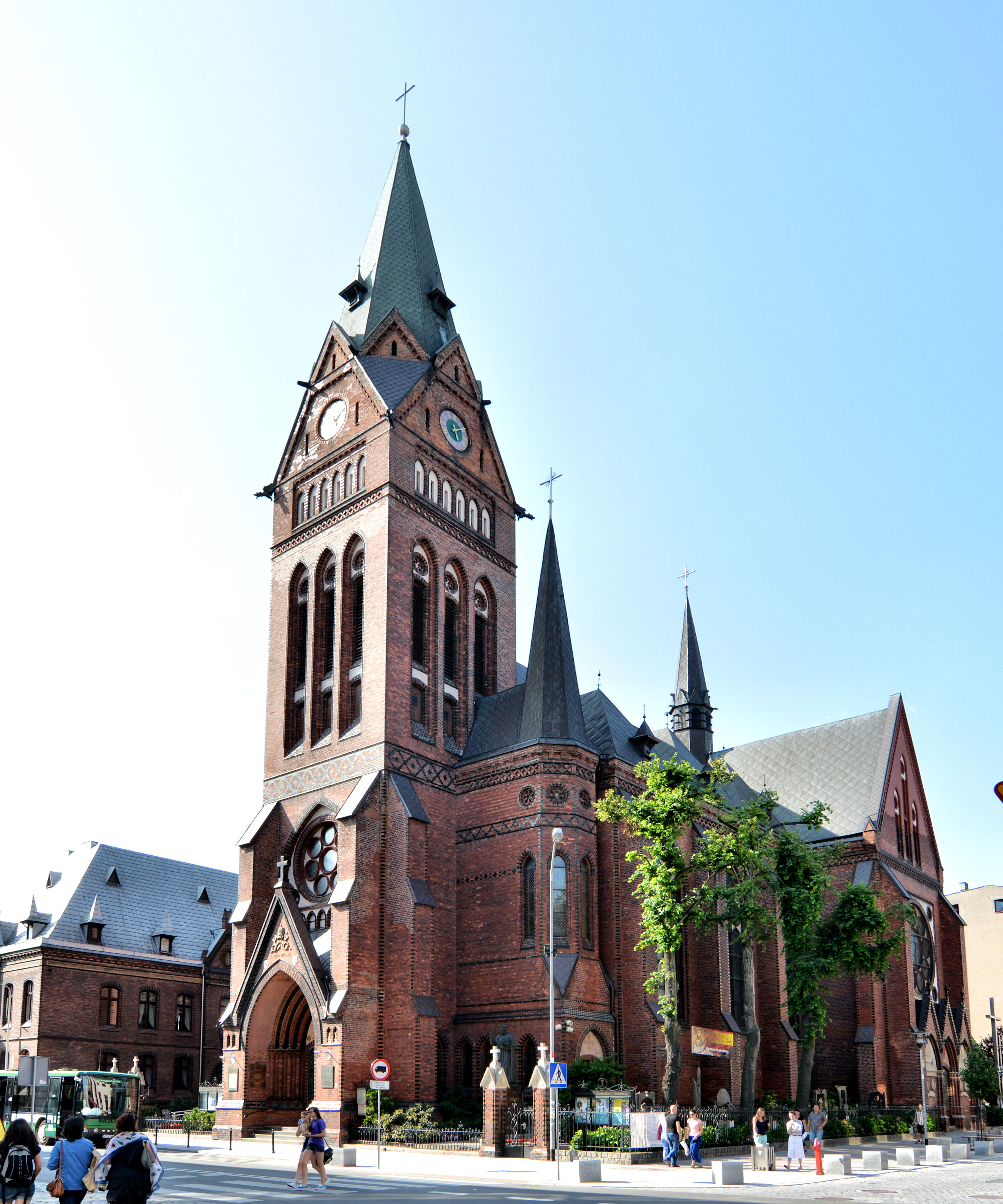
Kerk van St. Johannes de Doper
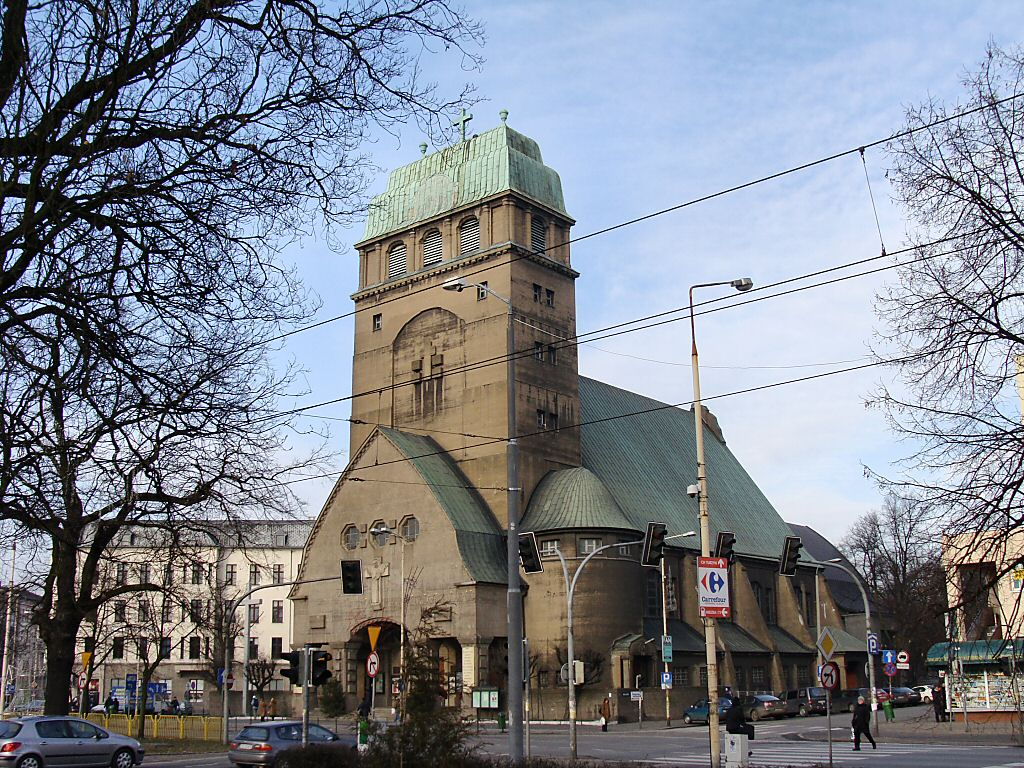
Kerk van het Heilig Hart van Jezus
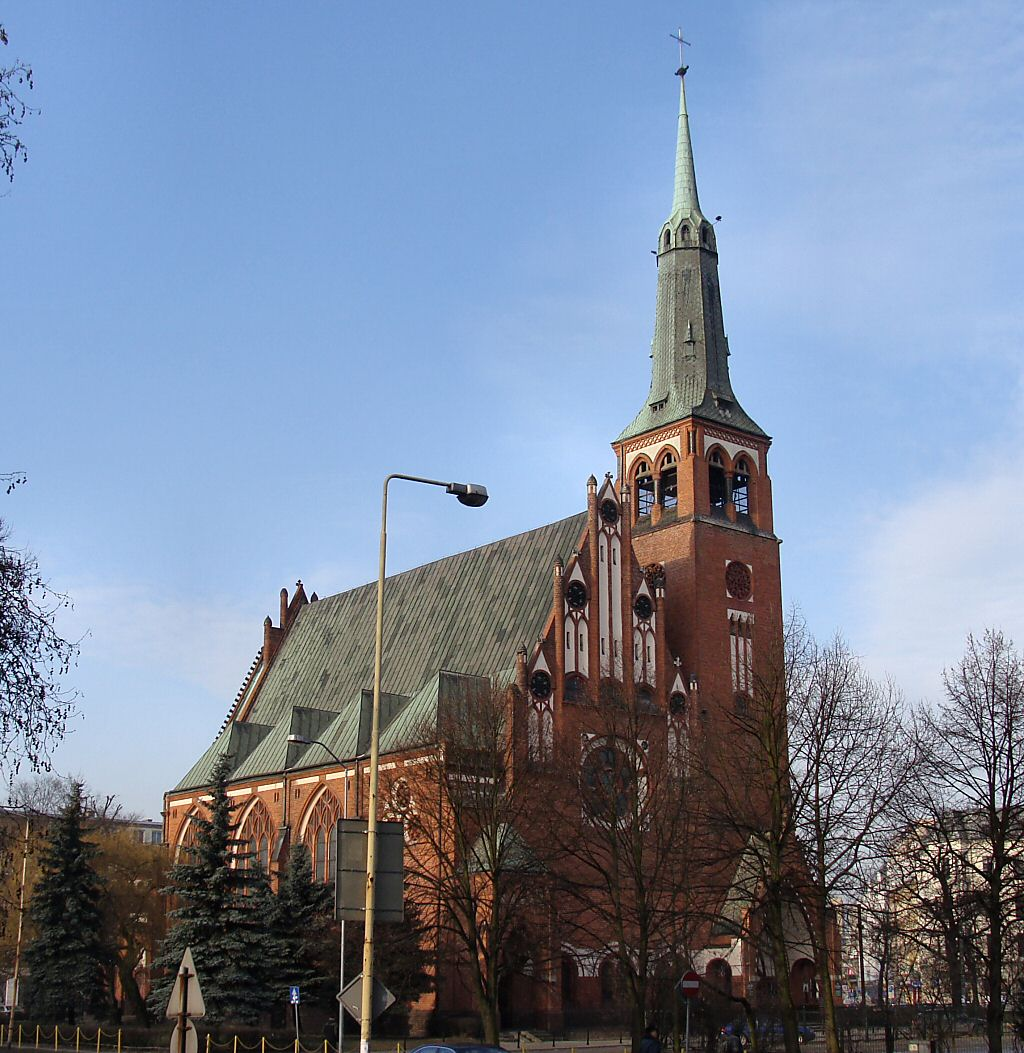
Kerk van St. Adalbert
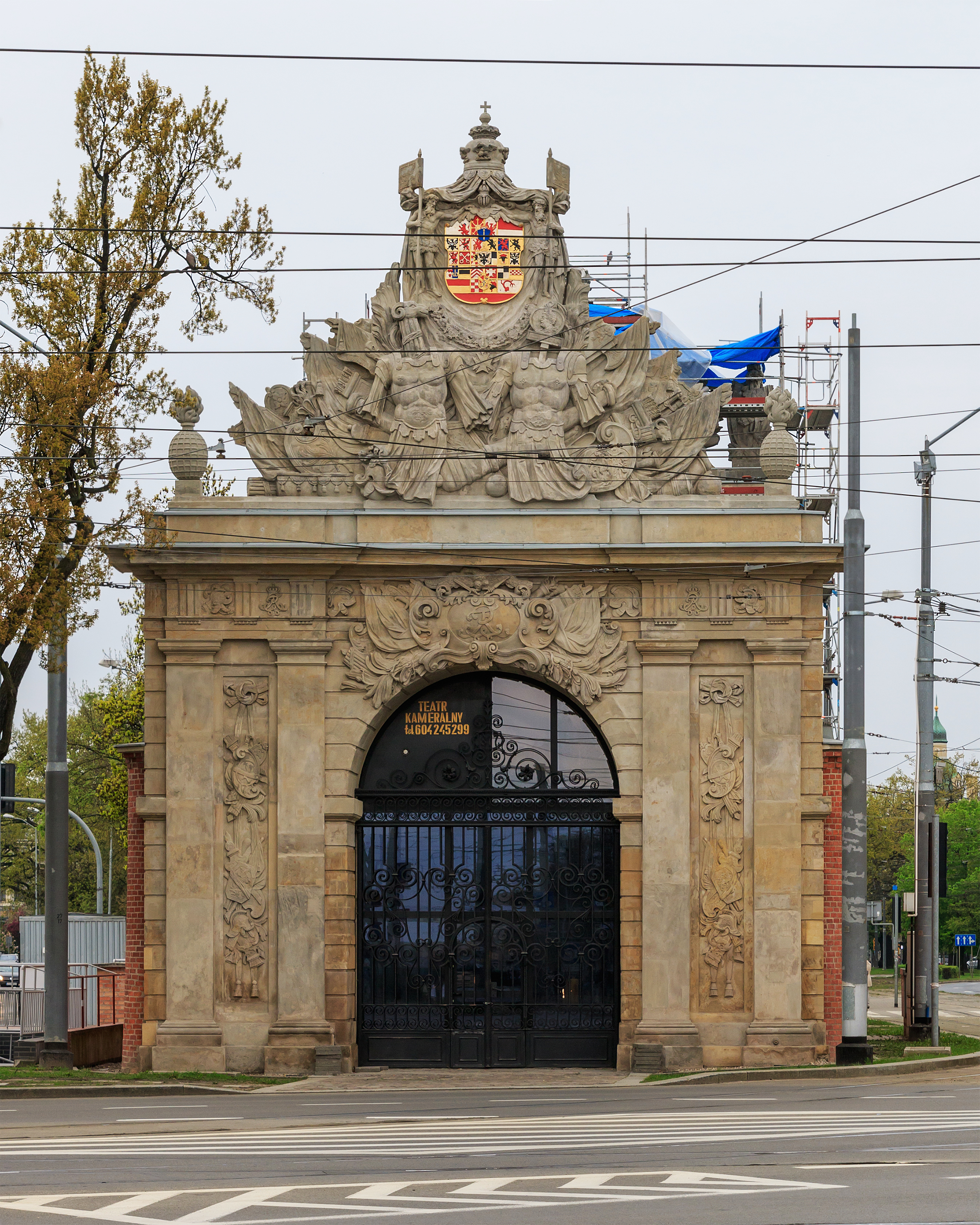
Havenpoort
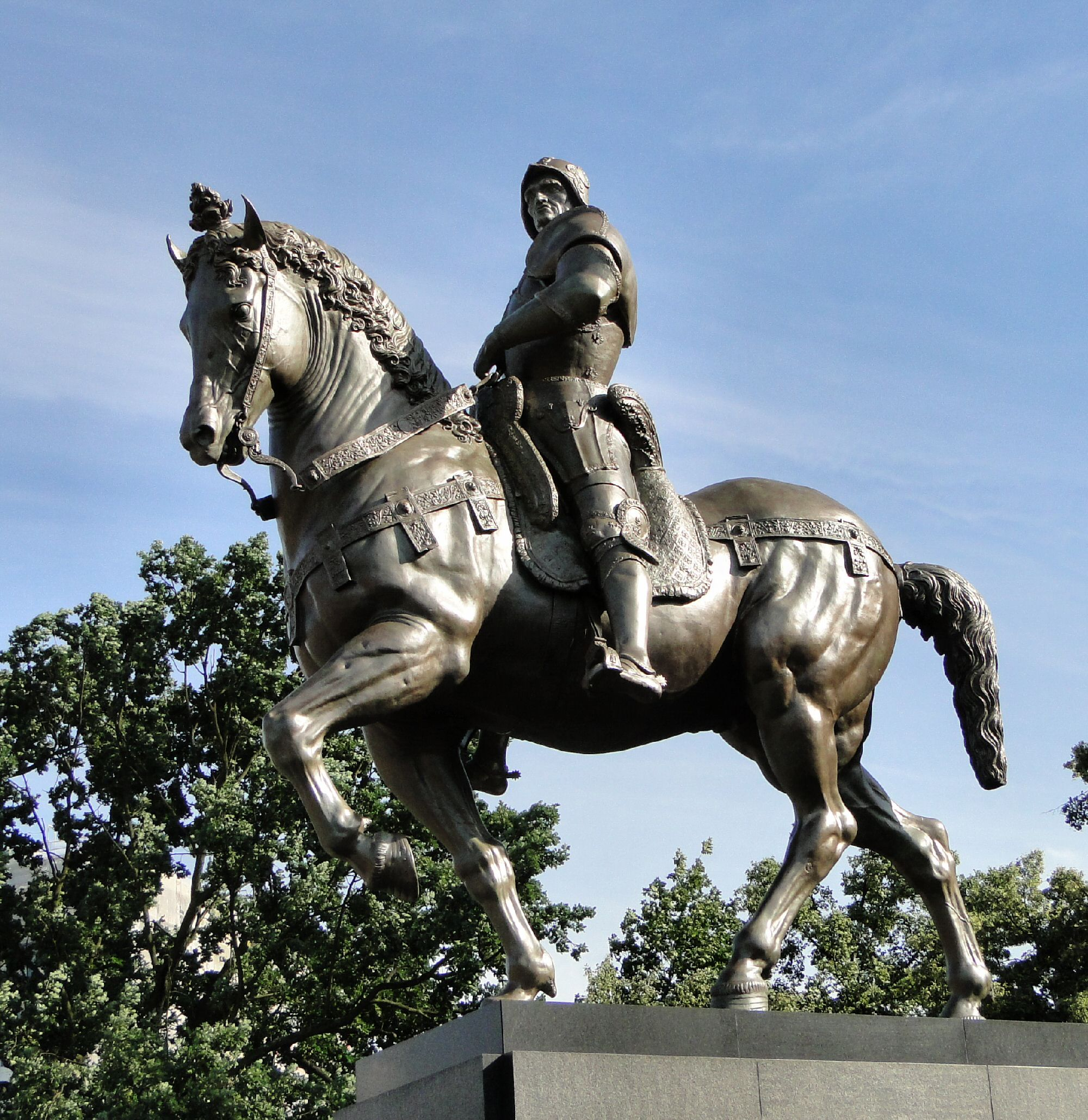
Monument van Bartolomeo Colleoni